# Enoc
Enoc a veces transcrito como Enoch, Enoq o Henoc (hebreo:חנוך Ḥanōq, griego: Ἑνώχ Enṓkh) es el nombre de varios personajes bíblicos mencionados en dos genealogías y, posteriormente, por muchos autores judíos, cristianos y musulmanes (entre los cuales se lo identifica con el profeta Idris).

## Enoc, primogénito de Caín
El primero de estos personajes aparece como primogénito de Caín y se afirma que este último construyó una ciudad a la que le puso el nombre de Enoc, para celebrar el nacimiento de este hijo. Enoc fue padre de Irad, este de Mehujael, este de Metusael, este de Lamec (quien aparece como el primer polígamo de la historia) y este de Jabal y de Jubal.

## Enoc, hijo de Jared
El segundo personaje bíblico que porta este nombre, aparece como hijo de Jared y descendiente, por tanto, de Set, hijo de Adán. Este Enoc, a su vez, es padre de Matusalén, abuelo de otro Lamec y bisabuelo de Noé (Génesis). Enoc vivió hasta los 365 años, es el único patriarca del que se afirma que no falleció.
«Enoc anduvo con Yavé y desapareció porque Yavé se lo llevó»; «Por la fe Enoc fue trasladado para no ver la muerte, y no fue hallado, porque lo trasladó Dios».
Esta curiosa y enigmática afirmación favoreció el que se crearan con posterioridad leyendas y tradiciones sobre este patriarca bíblico, dándole así una gran popularidad.

## Enoc, nieto de Abraham
Por último otro Enoc o Hanoc,  que podría haber vivido hacia el 1700 a. C., aparece como hijo de Madián y nieto de Abraham.[cita requerida] Génesis 25.4 RV60

## Relatos sobre Enoc

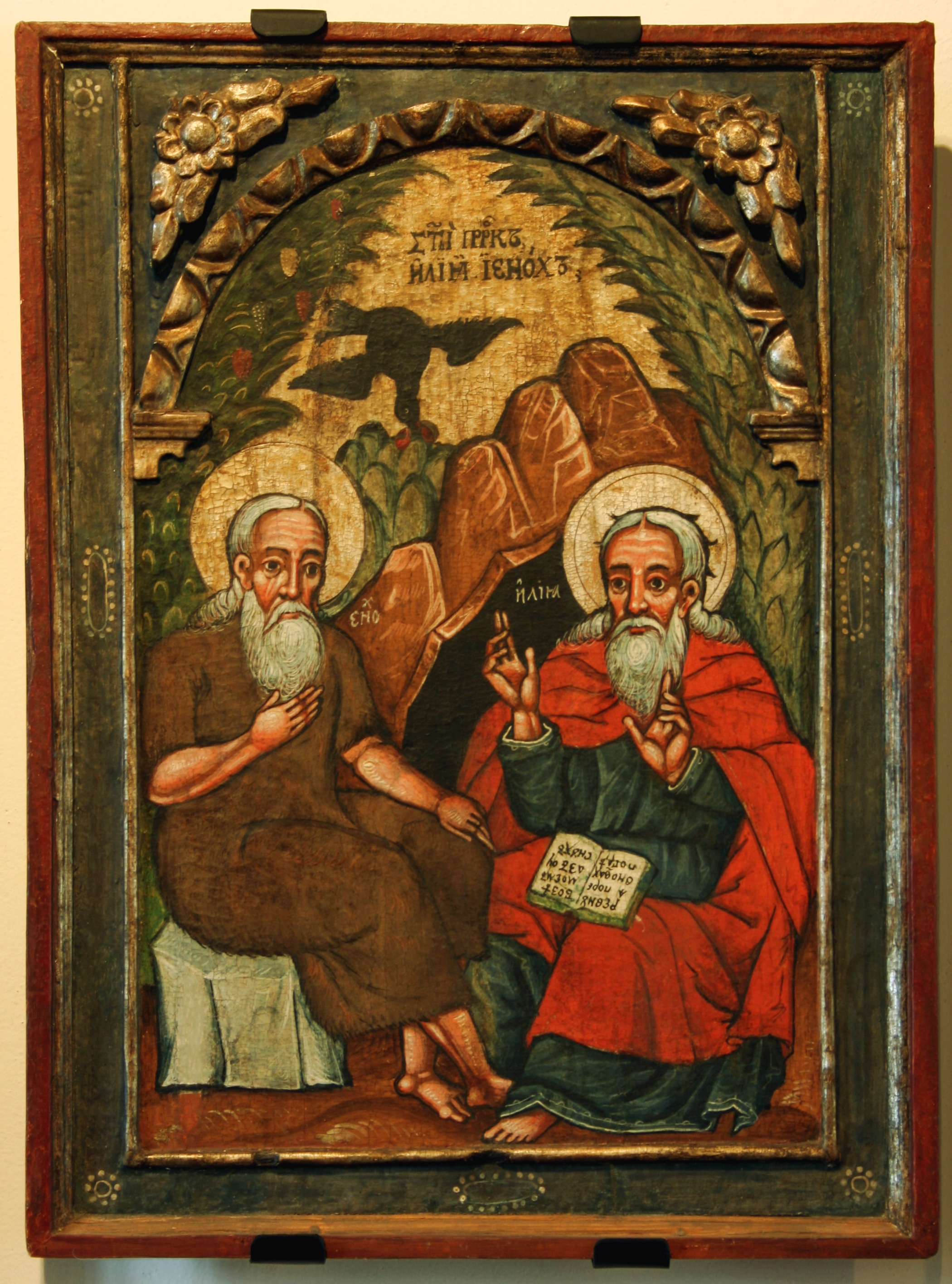
Elías y Enoc (antepasado de Noé)

### Los «hijos de Elohim»
Según el Libro de los Jubileos (texto apócrifo escrito en tono midrásico probablemente en el siglo II a. C. por un judío fariseo; de la versión hebrea solo se conservan los fragmentos encontrados entre los manuscritos del Mar Muerto; la versión mejor conservada es la etíope):

Durante trescientos años, Enoc aprendió todos los secretos (del Cielo y de la Tierra) de los bene Elohim (‘los hijos de los dioses’).

El se refiere al Dios Altísimo, cuyo nombre se plasma en los textos sagrados hebreos.[cita requerida]
Por ejemplo, en Génesis 1:26 se dice:

«Dijo Dios: Hagamos al hombre a nuestra imagen, según nuestra semejanza. Que dominen sobre los peces del mar, las aves del cielo, los ganados, sobre todos los animales salvajes y todos los reptiles que se mueven por la tierra»

Y en Génesis 3:22:

«Y el Señor Dios dijo: He aquí que el hombre ha llegado a ser como uno de nosotros en el conocimiento del bien y del mal; que ahora no extienda la mano y tome también del árbol de la vida, coma y viva para siempre».

Durante la descripción de la Torre de Babel (Génesis 11:7):

«Dijo el Señor:¡Bajemos y confundamos ahí mismo su lengua, para que ya no se entiendan unos a otros!».

Los hijos de Elohim eran gigantes que habían bajado a la Tierra porque carecían de compañía femenina, que les fueron enviados para enseñar a la humanidad la verdad y la justicia. En el Libro de Enoc los hijos de los Elohim son llamados «vigilantes» y se les menciona como un grupo de ángeles.[cita requerida]
Igualmente, según los midrashim de Yalqut Shimoni (la más importante de varias colecciones de midrashim, realizada en la primera mitad del siglo XIII por rabí Shimeon Hadarshan de Fráncfort) y el Bereshit Rabbati (midrás sobre el Génesis, abreviado a partir de un midrás perdido, más extenso, recopilado por rabí Moshe Hadarshan durante la primera mitad del siglo XI en Narbona):

Shemhazai y Azael (originalmente Azazel, ‘le fortalece [el dios] El’), dos ángeles que gozaban de la confianza de los Elohim preguntaron: «Elohim, ¿no les advertimos el día de la creación que el hombre demostraría ser indigno de vuestro mundo?». Los Elohim replicaron: «Pero si destruimos al hombre, ¿qué será de nuestro mundo?». Los ángeles contestaron: «Nosotros lo habitaremos». Los Elohim preguntaron: «Pero si descendéis a la Tierra, ¿no pecaréis incluso más que el hombre?». Ellos suplicaron: «¡Déjennos vivir allí durante un tiempo y santificaremos Vuestro nombre!».

Los Elohim les permitieron descender, pero enseguida a los ángeles les venció la lujuria por las hijas de Adán y se corrompieron mediante el trato sexual. Enoc dejó constancia no solo de las instrucciones que recibieron de Elohim, sino también de su posterior caída en desgracia: antes del fin disfrutaban indistintamente con vírgenes, matronas, hombres y bestias.

Shemhazai engendró dos hijos monstruosos llamados Hiwa e Hiya, cada uno de los cuales comía diariamente mil camellos, mil caballos y mil bueyes. Y Azael inventó los adornos y cosméticos empleados por las mujeres para pervertir a los hombres. En consecuencia, los Elohim les advirtieron que liberarían las Aguas de Arriba y así destruirían a todos los hombres y todas las bestias. Shemhazai lloró amargamente, pues temía que sus hijos, aunque bastante altos para no ahogarse, murieran de hambre.

En aquellos días solo la virgen Ishtahar permaneció casta. Cuando Shemhazai le hizo proposiciones lascivas, ella se dirigió a los hijos de los Elohim: «¡Préstenme sus alas!». Ellos accedieron y ella voló hasta el Cielo, donde se acogió en el Trono de los Elohim, quienes la transformaron en la constelación Virgo (o según otros, las Pléyades). Al perder sus alas, los ángeles caídos quedaron abandonados en la Tierra durante muchas generaciones hasta que ascendieron por la escalera de Jacob y así regresaron a su lugar de origen.

Shemhazai se arrepintió y se situó en el firmamento meridional, entre el Cielo y la Tierra —cabeza abajo y con los pies hacia arriba—, donde permanece colgado hasta nuestros días, formando la constelación llamada Orión por los griegos.

Se cree que el escritor griego Arato (de comienzos del siglo III a. C.) también escribió sobre este relato, o su relato aunque diferente presenta una gran similitud con este. Cuenta que la Justicia (siempre virgen, ya que no yacía con nadie), hija de la Aurora, gobernó con virtud la humanidad en la Edad de Oro, pero cuando llegaron las edades de Plata y de Bronce acarreando codicia y masacre, ella exclamó: «¡Ay de esta raza perversa!» y ascendió al Cielo, donde se convirtió en la constelación Virgo.
El resto de la narración está tomada del relato de Apolodoro sobre la persecución de las siete Pléyades vírgenes, hijas de Atlante y Pléyone, que lograron escapar de los abrazos del cazador Orión transformadas en estrellas.[cita requerida]
No obstante, la mayoría de los estudiosos creen que Ishtahar parece referir a la diosa babilónica Ishtar, identificada a veces con la constelación Virgo. La creencia popular egipcia identificaba a Orión, la constelación en la que se convirtió Shemhazai, con el alma de Osiris.

#### Explicación del mito
La explicación de este mito de los gigantes «hijos de El», que ha constituido un obstáculo para los teólogos, puede estar en la llegada a Canaán de pastores hebreos, altos y bárbaros, aproximadamente en el 1900 a. C. y en su contacto, mediante el matrimonio, con las etnias del lugar. En este sentido, los «hijos de El» se referiría a los propietarios de ganado que veneraban al dios-toro semita El. El término «hijas de Adán» querría decir ‘mujeres de la tierra’ (en hebreo adama significa ‘tierra’), esto es, las agricultoras cananeas adoradoras de la Diosa, famosas por sus orgías y su prostitución premarital.
Si es así, este acontecimiento histórico se ha mezclado con el mito ugarítico según el cual el dios El sedujo a dos mujeres mortales y engendró dos hijos divinos con ellas, a saber Shahar (‘Aurora’) y Shalem (‘Perfecto’). Shahar aparece como divinidad alada en el Salmo 139,9; y su hijo (según Isaías 14:12) era el ángel caído Helel.
Las uniones entre dioses y mortales (que generalmente en la mitología provienen de las uniones de reyes o reinas con plebeyos), ocurren con frecuencia en los mitos del Mediterráneo y el Cercano Oriente. Como el judaísmo posterior rechazó todas las deidades menos su propio Dios trascendental, y como este nunca se casó ni asoció con mujer alguna, el rabino Shimon bar Yohai maldijo, en su texto Génesis Rabba, a todos los que interpretaran «hijos de El» en el sentido ugarítico.
De manera evidente, tal interpretación todavía era habitual en el siglo II, y solo desapareció cuando los bene Elohim fueron interpretados como ‘hijos de los jueces’. Elohim podía significar ‘dioses’ pero también ‘jueces’. Se generó incluso la teoría de que cuando un magistrado debidamente designado juzgaba una causa, el espíritu de Él lo poseía: «Yo había dicho: ¡Ustedes son dioses, todos ustedes, hijos del Altísimo!».

### Los ángeles acusadores
Según las homilías clementinas (opúsculo cristiano de principios del siglo III, escrito probablemente en Siria):

Ciertos ángeles acusadores pidieron permiso al Dios Yahvéh Elohim para reunir pruebas fidedignas de la iniquidad humana, perlas, tinte purpúreo, oro y otros tesoros, que fueron robados inmediatamente por los codiciosos hombres. Entonces los ángeles-joyas adoptaron forma humana con la esperanza de enseñar rectitud a la humanidad. Pero esa asunción de carne humana les hizo someterse a los apetitos humanos: seducidos por las hijas de los hombres, se encontraron encadenados a la Tierra y fueron incapaces de recuperar sus formas espirituales.

Los Caídos tenían unos apetitos tan grandes que Yahvéh Elohim hizo llover sobre ellos maná de muchos sabores diferentes para que no sintieran la tentación de comer carne, alimento prohibido, y excusaran su flaqueza alegando escasez de cereal y hortalizas.

No obstante, los Caídos rechazaron el maná de Yahvéh Elohim, mataron animales para comerlos y hasta probaron carne humana, contaminando así el aire con vapores nauseabundos. Con las mujeres y las bestias del campo y el agua, procrearon hijos monstruosos y titanes. Fue entonces cuando Yahvéh Elohim empezó a pergeñar la destrucción de Su mundo por medio del Diluvio.

### El ángel Metatrón
Más tarde, el mito hebreo convierte a Enoc en el ángel ayudante y consejero de Yahve Elohim y también en patrono de todos los niños que estudian la Torá.
Según el Sefer Hejalot (midrás sobre los secretos del Cielo, estrechamente relacionado con el Libro de Enoc):

El sabio y virtuoso Enoc ascendió al Cielo, donde se convirtió en el principal consejero de Yahvéh Elohim y desde entonces fue llamado Metatron. Yahvéh Elohim puso su propia corona sobre la cabeza de Enoc y le dio setenta y dos alas y numerosos ojos. La carne de Enoc se transformó en llama, los tendones en fuego, los huesos en ascuas, los ojos en antorchas, el cabello en rayos de luz, y lo envolvió la tormenta, el torbellino, el trueno y el rayo.

Metatrón sería una corrupción hebrea del griego meta-dromos, ‘el que persigue con venganza’, o de meta ton zronon, ‘cercano al trono’.
Los setitas (descendientes de Set) hacían voto de celibato y llevaban vida de anacoretas, según el ejemplo de Enoc.
Según el Génesis 5.22-24, Enoc era un hombre justo, «caminó con Yahvéh», vivió 365 años, y desapareció, porque Yahveh se lo llevó sin que muriera.
El cronista, poeta y teólogo ortodoxo sirio Gregorio Bar-Ebraia (1226-1286) escribió:

Enoc fue el primero que inventó los libros y las diversas formas de escritura. Los antiguos griegos declaran que Enoc es equivalente a Hermes Trimegisto, y enseñó a los hijos de los hombres el arte de construir ciudades, y promulgó algunas leyes admirables […]

Descubrió el conocimiento del zodiaco, y el curso de los planetas; y enseñó a los hijos de los hombres que debían adorar a los Elohim, que debían ayunar, que debían rezar, que debían dar limosnas, ofrendas votivas y diezmos. Reprobó los alimentos abominables y la ebriedad, e instituyó festivales para sacrificios al Sol, en cada uno de los signos zodiacales.

En el islam, el profeta Enoc es conocido como Idris por algunos ulemas, y se le describe como sigue:

¡Verdaderamente! Es un hombre de verdad y un profeta. Le elevamos a un alto puesto.

.
Según el 2 Enoc, texto apócrifo y pseudoepigráfico, el Dios Yahvé se llevó a Enoc y le transformó en el ángel Metatrón.
Se dice que el rey Salomón adquirió gran parte de su sabiduría en el Libro de Raziel, colección de secretos astrológicos tallados en zafiro, que guardaba el ángel Raziel.
En el capítulo 23 del 2 Enoc, el Enoc eslavo dice que el Dios El dictó a Enoc su conocimiento cósmico, después designó a los ángeles Samuil y Raguil o Semil y Rasuil para que acompañaran a Enoc en su regreso a la Tierra y ordenó a este que legara esos libros a sus hijos y a los hijos de sus hijos. Tal sería el origen del Libro de Raziel, que fue entregado, según la tradición judía, por el ángel Raziel a Adán, del cual pasó a Noé, Abraham, Jacob, Leví, Moisés y Josué antes de llegar al rey Salomón.
Según el Tárgum sobre el Eclesiastés:

Cada día el ángel Raziel, erguido sobre el monte Horeb, proclama los secretos de los hombres a toda la humanidad y su voz resuena alrededor del mundo.

Un denominado Libro de Raziel, que data aproximadamente del siglo XII, fue escrito con toda probabilidad por el cabalista Eleazar ben Judah de Worms, pero contiene creencias místicas mucho más antiguas.

## Otras religiones

### Enoc en el mormonismo
Para los miembros de La Iglesia de Jesucristo de los Santos de los Últimos Días (conocidos popularmente como "mormones"), Enoc fundó la ciudad justa de Sion en un mundo pecaminoso. Él y los habitantes de toda la ciudad fueron «trasladados» por Dios sin probar la muerte antes del Gran Diluvio. Dejaron a Matusalén y su familia (incluido Noé su bisnieto) para que gente justa siguiera poblando la Tierra. Revelación registrada en el Libro de Moisés capítulos 6 y 7, recibida por el profeta José Smith.

### Enoc en Mesopotamia
En-men-dur-ana (ó Emmeduranki) fue un antiguo rey sumerio pre-dinástico al que algunos consideran como un modelo mesopotámico para Enoc. Enmeduranki aparece como el séptimo nombre en la Lista Real Sumeria, mientras que Enoc es la séptima figura en la lista de patriarcas en Génesis. También se decía que ambos habían sido llevados al cielo. Además, Sippar, la ciudad de Enmeduranki, está asociada con el culto al sol, mientras que los 365 años que se dice que vivió Enoc pueden estar vinculados con el número de días en el calendario solar.